# 郭紳
郭紳（1448年—1513年），字廷章，江西袁州府宜春縣人，軍籍，明朝政治人物。

## 生平
江西鄉試第六十八名舉人，成化十一年（1475年）乙未科進士。授寧海縣知縣，以治行薦為監察御史，三年出為湖廣襄陽府知府，歷官甘肅行太僕寺卿、貴州布政使司參政、福建布政使。正德五年（1510年）召為南京太僕寺卿，轉南京大理寺卿，升南京刑部右侍郎，八年（1513年）七月去世，賜祭葬。

## 家族
曾祖郭楚俊；祖父郭子高；父郭和。子郭叙。